# Zapasy na Letnich Igrzyskach Olimpijskich 1996 – kategoria do 130 kg w stylu klasycznym
Zmagania mężczyzn 130 kg to jedna z dziesięciu męskich konkurencji w zapasach w stylu klasycznym rozgrywanych podczas Letnich Igrzysk Olimpijskich 1996. Pojedynki w tej kategorii wagowej odbyły się w dniach 22 – 23 lipca.

## Klasyfikacja[1]
| Pozycja | Nazwisko              | Kraj              |
| ------- | --------------------- | ----------------- |
| 1       | Aleksandr Karielin    | Rosja             |
| 2       | Matt Ghaffari         | Stany Zjednoczone |
| 3       | Serghei Mureico       | Mołdawia          |
| 4       | Petro Kotok           | Ukraina           |
| 5       | Panajotis Pikilidis   | Grecja            |
| 6       | René Schiekel         | Niemcy            |
| 7       | Tomas Johansson       | Szwecja           |
| 8       | Ken’ichi Suzuki       | Japonia           |
| 9       | Raul Dgworeli         | Tadżykistan       |
| 10      | Shermuhammad Qoʻziyev | Uzbekistan        |
| 11      | Umran al-Ajjari       | Tunezja           |
| 12      | György Kékes          | Węgry             |
| 13      | Yogi Johl             | Kanada            |
| 14      | Juha Ahokas           | Finlandia         |
| 15      | Helger Hallik         | Estonia           |
| 16      | Gheorghe Amariei      | Rumunia           |
| 17      | Raszid Bilaziz        | Maroko            |
| 18      | Guillermo Díaz        | Meksyk            |
| 19      | Liu Guoke             | Chiny             |

## Zasady[2]
- TO — Łopatki
- PP — Na punkty (Pokonany zdobył punkty)
- PO — Na punkty (Pokonany bez punktów)
- ST — Przewaga (10 punktów różnicy, pokonany bez punktów)
- SP — Przewaga (10 punktów różnicy, pokonany zdobył punkty)

## Wyniki

### Runda 1
|                    | Wynik |                       | Punkty |
| 1/16               | 1/16  | 1/16                  | 1/16   |
| ------------------ | ----- | --------------------- | ------ |
| Raszid Bilaziz     | 0–8   | Tomas Johansson       | 0–3 PO |
| Aleksandr Karielin | 10–0  | Umran al-Ajjari       | 4–0 ST |
| Serghei Mureico    | 12–1  | Gheorghe Amariei      | 4–1 SP |
| Yogi Johl          | 0–0   | Helger Hallik         | 0–3 PO |
| Guillermo Díaz     | 0–10  | Panajotis Pikilidis   | 0–4 ST |
| Petro Kotok        | 5–0   | Raul Dgworeli         | 3–0 PO |
| Matt Ghaffari      | 7–1   | Shermuhammad Qoʻziyev | 3–1 PP |
| Liu Guoke          | 0–3   | René Schiekel         | 0–3 PO |
| Ken’ichi Suzuki    | 0–3   | György Kékes          | 0–3 PO |
| Juha Ahokas        |       | Bez walki             |        |

### Runda 2
|                       | Wynik |                     | Punkty |
| 1/8                   | 1/8   | 1/8                 | 1/8    |
| --------------------- | ----- | ------------------- | ------ |
| Juha Ahokas           | 2–0   | Tomas Johansson     | 3–0 PO |
| Aleksandr Karielin    | 2–0   | Serghei Mureico     | 3–0 PO |
| Helger Hallik         | 0–3   | Panajotis Pikilidis | 0–3 PO |
| Petro Kotok           | 0–3   | Matt Ghaffari       | 0–3 PO |
| René Schiekel         | 2–0   | György Kékes        | 3–0 PO |
| Repasaże              |       |                     |        |
| Raszid Bilaziz        | 2–4   | Umran al-Ajjari     | 1–3 PP |
| Gheorghe Amariei      | 1–3   | Yogi Johl           | 1–3 PP |
| Guillermo Díaz        | 2–4   | Raul Dgworeli       | 1–3 PP |
| Shermuhammad Qoʻziyev | 6–1   | Liu Guoke           | 3–1 PP |
| Ken’ichi Suzuki       |       | Bez walki           |        |

### Runda 3
|                       | Wynik |                    | Punkty |
| 1/4                   | 1/4   | 1/4                | 1/4    |
| --------------------- | ----- | ------------------ | ------ |
| Juha Ahokas           | 0–4   | Aleksandr Karielin | 0–4 TO |
| Panajotis Pikilidis   |       | Bez walki          |        |
| Matt Ghaffari         |       | Bez walki          |        |
| René Schiekel         |       | Bez walki          |        |
| Repasaże              |       |                    |        |
| Ken’ichi Suzuki       | 4–3   | Umran al-Ajjari    | 3–1 PP |
| Yogi Johl             | 0–2   | Raul Dgworeli      | 0–3 PO |
| Shermuhammad Qoʻziyev | 1–1   | Tomas Johansson    | 1–3 PP |
| Serghei Mureico       | 4–0   | Helger Hallik      | 3–0 PO |
| Petro Kotok           | 4–0   | György Kékes       | 3–0 PO |

### Runda 4
|                    | Wynik    |                     | Punkty   |
| Półfinał           | Półfinał | Półfinał            | Półfinał |
| ------------------ | -------- | ------------------- | -------- |
| Aleksandr Karielin | 8–0      | Panajotis Pikilidis | 4–0 TO   |
| Matt Ghaffari      | 4–0      | René Schiekel       | 3–0 PO   |
| Repasaże           |          |                     |          |
| Ken’ichi Suzuki    | 8–0      | Raul Dgworeli       | 3–0 PO   |
| Tomas Johansson    | 0–3      | Serghei Mureico     | 0–3 PO   |
| Petro Kotok        | 2–0      | Juha Ahokas         | 3–0 PO   |

### Runda 5
|                 | Wynik    |                 | Punkty   |
| Repasaże        | Repasaże | Repasaże        | Repasaże |
| --------------- | -------- | --------------- | -------- |
| Ken’ichi Suzuki | 0–11     | Serghei Mureico | 0–4 ST   |
| Petro Kotok     |          | Bez walki       |          |

### Runda 6
|                     | Wynik    |               | Punkty   |
| Repasaże            | Repasaże | Repasaże      | Repasaże |
| ------------------- | -------- | ------------- | -------- |
| Panajotis Pikilidis | 1–3      | Petro Kotok   | 1–3 PP   |
| Serghei Mureico     | 5–0      | René Schiekel | 3–0 PO   |

### Finały[7]
|                     | Wynik            |                  | Punkty           |
| O siódme miejsce    | O siódme miejsce | O siódme miejsce | O siódme miejsce |
| ------------------- | ---------------- | ---------------- | ---------------- |
| Ken’ichi Suzuki     | 0–8              | Tomas Johansson  | 0–4 TO           |
| O piąte miejsce     |                  |                  |                  |
| Panajotis Pikilidis | 3–0              | René Schiekel    | 3–0 PO           |
| O brązowy medal     |                  |                  |                  |
| Petro Kotok         | 0–1              | Serghei Mureico  | 0–3 PO           |
| Finał               |                  |                  |                  |
| Aleksandr Karielin  | 1–0              | Matt Ghaffari    | 3–0 PO           |